# Gustav Krüger (Theologe)
Hermann Gustav Eduard Krüger (* 29. Juni 1862 in Bremen; † 13. März 1940 in Gießen) war ein deutscher evangelischer Theologe und Kirchenhistoriker.

## Leben
Gustav Krüger war der Sohn des Großkaufmanns Georg Wilhelm Krüger (1810–1889) und der Henriette Thaddea, geborene Voß (1830–1899). Krüger, der evangelischer Konfession war, heiratete 1889 in Jena Helene Pauline, geborene Vermehren, die Tochter des außerordentlichen Professors der Klassischen Philologie Moritz Vermehren (1829–1893) und dessen Ehefrau Adele, geborene von Hase (1833–1916), einer Tochter des Jenaer Theologieprofessors Karl von Hase (1800–1890). Er studierte Evangelische Theologie an den Universitäten zu Heidelberg, Jena, Gießen und Göttingen. 1922 wurde er Ehrenphilister des Gießener Wingolf. Am meisten prägten ihn die Theologen Albrecht Ritschl (Göttingen), Karl von Hase (Jena) (der Vater seiner Schwiegermutter) und Adolf von Harnack (Gießen).
1884 wurde Krüger in Jena zum Dr. phil. promoviert. 1886 erwarb er den theologischen Lizenziat an der Universität Gießen und habilitierte sich für Kirchengeschichte. 1889 wurde er zum außerordentlichen Professor ernannt. 1891 erhielt er eine ordentliche Professur und folgte damit indirekt seinem akademischen Lehrer Adolf von Harnack auf den Lehrstuhl.
Gustav Krüger wirkte bis an sein Lebensende an der Universität Gießen. Er vertrat eine eher liberale Theologie. 1906 wurde er zum Geheimen Kirchenrat ernannt. In den akademischen Jahren 1902/1903 und 1924/1925 bekleidete er das Rektorat der Universität Gießen. Krüger war insgesamt achtmal Dekan der theologischen Fakultät. 1927 wurde er emeritiert. Von 1907 bis 1933 war er Ephorus der Stipendiaten. Von dieser Funktion trat er aus Protest gegen die diskriminierende Einflussnahme der Nationalsozialisten zurück. In der Zeit des Nationalsozialismus betätigte sich Krüger in der Bekennenden Kirche.
Am 10. Oktober 1917 wurde er zum Vertreter der Landesuniversität Gießen in der Ersten Kammer der Landstände des Großherzogtums Hessen ernannt. Seinen Abgeordneteneid leistete er am 25. Oktober 1917. Mit der Novemberrevolution 1918 endete die Geschichte der Landstände des Großherzogtums Hessen und sein Mandat.

## Ehrungen
- 1891 theologische Ehrendoktorwürde der Universität Marburg
- 1906 Titel Geheimer Kirchenrat[3]
- 1932 juristische Ehrendoktorwürde der Universität Gießen
- 2002 Benennung des Konferenzraumes (eh. Senatssaal) im Hauptgebäude der Justus-LIebig-Universität Gießen in "Gustav-Krüger-Saal"

## Schriften (Auswahl)
- Monophysitische Streitigkeiten in Zusammenhange mit der Reichspolitik. Jena 1884 (Dissertation)
- Lucifer, Bischof von Calaris, und das Schisma der Luciferianer. Leipzig 1886. Nachdruck Hildesheim/Wiesbaden 1969
- Die Religion zu Rom unter den Severern. Leipzig 1888 (Übersetzung von Jean Reville: La religion à Rome sous les Sévères. Paris 1886)
- Geschichte der altchristlichen Litteratur in den ersten drei Jahrhunderten. Freiburg 1895. Zweite Auflage, Freiburg 1898 (= Grundriss der Theologischen Wissenschaften 2,3)
- Das Dogma vom Neuen Testament. Gießen 1896
- Die neueren Bemühungen um Wiedervereinigung der christlichen Kirchen. Leipzig 1897
- Das Papsttum: Seine Idee und ihre Träger. Tübingen 1907. Zweite Auflage, Tübingen 1932
- Die Religion der Goethezeit. Tübingen 1931

Herausgeberschaft
- Karl von Hase: Kirchengeschichte auf der Grundlage akademischer Vorlesungen. Dritter Teil, zweite Abteilung. Leipzig 1891
- mit Gerhard Ficker, Heinrich Hermelink, Erwin Preuschen, Horst Stephan: Handbuch der Kirchengeschichte für Studierende. Vier Bände, Tübingen 1909–1913. Zweite Auflage, Tübingen 1923–1931
- mit Carl Hosius: Geschichte der römischen Literatur bis zum Gesetzgebungswerk des Kaisers Justinian
  - Die Literatur des fünften und sechsten Jahrhunderts. München 1920 (Handbuch der Altertumswissenschaft 8,4,2)
  - Die Zeit von Hadrian 117 bis auf Constantin 324. Dritte, neubearbeitete Auflage, München 1922 (Handbuch der Altertumswissenschaft 8,3)